# 1086 (numero)
Milleottantasei (1086) è il numero naturale dopo il 1085 e prima del 1087.

## Proprietà matematiche
- È un numero pari.
- È un numero composto da 8 divisori: 1, 2, 3, 6, 181, 362, 543, 1086. Poiché la somma dei suoi divisori (escluso il numero stesso) è 1098 > 1086, è un numero abbondante.
- È un numero sfenico.
- È un numero di Smith nel sistema numerico decimale.
- È un numero palindromo e un numero ondulante nel sistema posizionale a base 11 (8A8).
- È un numero congruente.
- È un numero semiperfetto in quanto pari alla somma di alcuni (o tutti) i suoi divisori.
- È un numero malvagio.
- È un numero intero privo di quadrati.
- È parte delle terne pitagoriche (114, 1080, 1086), (1086, 1448, 1810), (1086, 32752, 32770), (1086, 98280, 98286), (1086, 294848, 294850).

## Astronomia
- 1086 Nata è un asteroide della fascia principale del sistema solare.
- NGC 1086 è una galassia nella costellazione di Perseo.

## Astronautica
- Cosmos 1086 è un satellite artificiale russo.